# Lago Aruncohue
El lago Aruncohue es un lago de origen glacial andino ubicado en Argentina, al sudoeste de la provincia de Neuquén, en el departamento Los Lagos.

## Toponimia
Aruncohue es de origen mapuche. Anteriormente el lago fue llamado Arumcohue lavquen que en mapudungun se puede traducir como «lago de la gran rana».

## Geografía
El lago se ubica a tres kilómetros al noroeste del lago Totoral, el cual se encuentra al noroeste del lago Nahuel Huapi. Está muy cerca de la frontera con Chile, y a unos 19 kilómetros en línea recta al noroeste de la ciudad de Villa La Angostura. Forma parte del parque nacional Nahuel Huapi.
Ocupa la parte aguas arriba de un antiguo valle glaciar que comparte con el lago Totoral que ocupa su parte de aguas abajo. Se extiende desde el noroeste al sureste a una distancia de 2,6 kilómetros, con un ancho máximo de un poco más de 900 metros. Es alimentado por agua de deshielo de la nieve y las fuertes lluvias que riega las montañas de los alrededores.
Situado en una zona de muy alta precipitación, sus orillas están cubiertas con una cubierta forestal casi virgen. Se trata de una densa y tupida selva valdiviana, con una amplia variedad de especies.

## Hidrografía
La salida del lago Aruncohue, que comienza en el extremo meridional, es el principal afluente del lago Totoral. Ambos lagos forman parte de la cuenca del río Limay, que a su vez conforma la cuenca del río Negro que desemboca en el Océano Atlántico.